# Pyrola
Pyrola es un género con 33 especies de plantas  de flores pertenecientes a la familia Ericaceae. Naturales de las regiones templadas y árticas del hemisferio norte. Es un pequeño arbusto con una roseta de simples hojas ovadas. Con tallos de flores de color crema o rosadas que se producen en racimos. 

## Descripción
Son hierbas o subarbustos erectos, perennes; con tallos simples. Hojas alternas o subopuestas, formando rosetas basales, pecioladas, coriáceas, pinnatinervias, los márgenes enteros u obtusa e inconspicuamente crenados. Inflorescencias en racimos simétricos, las brácteas de los escapos 1-4; brácteas florales 1, persistentes. Flores fragantes, péndulas; cáliz persistente en el fruto, los lobos no traslapados en la base; corola crateriforme o anchamente campanulada, ligeramente zigomorfa, los pétalos cóncavos, cerosos, blancos, o de un blanco-verdoso o rosado-blanquecino, sin apéndices o tubérculos; estambres más o menos incluidos, agrupados en los lados adaxiales de las flores; filamentos ligeramente declinados, aplanados, atenuados hacia la base, glabros; anteras con las tecas rugosas o lisas, mucronadas en la base, los túbulos cortos, dehiscentes por poros ovales o elípticos; ovario sin un disco nectarífero; estilo declinado, largamente exerto, el ápice volteado hacia arriba, el estigma con un cuello o anillo inconspicuo subyacente. Frutos en cápsulas péndulas, deprimido-globosas, no dehiscentes por completo, las suturas araneosas. Tienen un número de cromosomas de n =23, 46.

## Taxonomía
El género fue descrito por Carlos Linneo y publicado en Species Plantarum 1: 396–397. 1753. La especie tipo es:  Pyrola rotundifolia
Etimología
Pyrola: nombre genérico diminutivo latino de Pyrus que significa "pera", por la forma de las hojas.

## Especies seleccionadas
- Pyrola americana
- Pyrola asarifolia
- Pyrola chlorantha
- Pyrola elliptica
- Pyrola grandiflora
- Pyrola incarnata
- Pyrola media
- Pyrola minor
- Pyrola norvegica
- Pyrola picta
- Pyrola rotundifolia